# Longavesnes
Longavesnes là một xã ở tỉnh Somme, vùng Hauts-de-France, Pháp.

## Địa lý
Thị trấn này tọa lạc 13 dặm Anh về phía tây bắc của Saint Quentin, ở góc đông bắc của tỉnh, trên đường D101.

## Dân số
| 1962                                                         | 1968 | 1975 | 1982 | 1990 | 1999 |
| ------------------------------------------------------------ | ---- | ---- | ---- | ---- | ---- |
| 125                                                          | 138  | 136  | 108  | 110  | 104  |
| Số liệu điều tra dân số từ năm 1962, dân số không tính trùng |      |      |      |      |      |